# Chomelia brachypoda
Chomelia brachypoda är en måreväxtart som beskrevs av John Donnell Smith. Chomelia brachypoda ingår i släktet Chomelia och familjen måreväxter. Inga underarter finns listade i Catalogue of Life.